# Miro Senica
Mirko Miro Senica, slovenski odvetnik, * 20. maj 1958, Celje.
Njegova pisarna deluje po ameriškem zgledu in se uvršča med finančno najuspešnejše v Sloveniji, kjer velika večina odvetnikov ne pozna zvezdništva in velikih zaslužkov. Je ustanovitelj in predsednik fundacije Parus, s pomočjo katere vzgaja lasten kader na podiplomskem študiju v tujini.
Bil je eden od pravnih zastopnikov Pivovarne Laško v času, ko je Laško delnice Pivovarne Union kupil od Slovenske odškodninske družbe in mu je sodišče prepovedalo razpolagati z delnicami in nadaljnje kupovanje, če ne bo v skladu z zakonom objavil ponudbe za odkup vseh delnic. Za Union se je takrat zanimal belgijski Interbrew, ki je zahteval, da Laško proda svoj delež.
Od leta 2001 je bil Senica član nadzornega sveta krške družbe Vipap Videm Krško. Odpoklicali so ga leta 2011.

### Osebni sodni spori in ovadbe
Bil je obtožen, da je prejel 1,3 milijona evrov provizije, ki jih je od Vegrada prejela Blanka Muster, direktorica posestva Bužekijan, za svetovanje pri nakupu delnic Delamarisa. V zvezi s tem so mu za 5 let, do leta 2018, zamrznili premoženje.
Ljubljanski mestni svetnik Miha Jazbinšek iz stranke Zeleni je leta 2004 poleg ostalih ovadil tudi Senico zaradi suma škodne delitve premoženja med mestno občino in primestnimi občinami.
Senica je od Božidarja Špana, nekdanjega predsednika uprave Hypo Alpe Adria Bank Slovenija, na sodišču zaradi dolga terjal 715.000 evrov. Na Okrožnem sodišču v Ljubljani je uspešno tožil Bojana Požarja zaradi pisanja o omogočanju posla prijatelju Igorju Pogačarju z najemom stavbe za Nacionalni preiskovalni urad ter o izčrpavanju LDS s strani Seničeve partnerke Kresalove, vendar je višje sodišče sodbo razveljavilo in Senici naložilo povrnitev sodnih stroškov.

### Senica kot žrtev izsiljevanja
Mitja Lomovšek, nekdanji sodelavec Požareporta in Slovenskih novic, ga je izsiljeval za denar z grožnjami po elektronski pošti. Senica je pričal, da se ne poznata in da ima Lomovšek fiksno idejo o tem, da ga je spravil ob službo na Slovenskih novicah.

### Afera Baričevič
Marca 2006 so štirje bulmastifi Saše Baričeviča hudo poškodovali takrat 36-letnega Tržičana Stanislava Megliča. Enega je policija ustrelila. Baričeviča sta v odškodninski tožbi zastopala odvetnika iz Seničeve pisarne. Kljub odločitvi o usmrtitvi živali je junija 2009 Saša Baričevič s pomočjo Seničeve pisarne svoje pse dobil nazaj, čez nekaj mesecev pa so ga do smrti pogrizli. Avgusta 2009, pred napadom, je eden od kinologov napovedal, da bodo psi zopet napadli, saj bodo enemu razdraženemu sledili drugi. Vinko Gorenak iz SDS je Senico pozval, naj z analizo blata in krvi dokaže, da ni bil v Baričevičevi hiši na dan napada. Drago Kos je tožilstvu v zvezi z vračanjem bulmastifov ovadil osem oseb, tudi Senico.
izvršilni odbor ljubljanskega območnega zbora Odvetniške zbornice Slovenije je odločil, da Senica v tem primeru ni kršil odvetniške poklicne etike, ker je uporabil zakonsko dopustna orodja in sredstva.
Senica je Baričeviča spoznal, ko je bil še Maja Baričevič, in sicer, ko je začel hoditi s svojo kasnejšo ženo. Njena družina je namreč prijateljevala z Baričevičevimi. Seničeva družina je hodila v Baričevičevo kliniko Barsos.

### Donatorstvo
Bil je donator razstave World Press Photo v Sloveniji.

## Mladost in šolanje
Otroška in mladostna leta je preživel v Dravogradu. Maturiral je na Gimnaziji Ravne, diplomiral pa na Pravni fakulteti v Ljubljani.

## Zasebno
Poročen je bil s hčerjo Janeza Menarta in odvetnico Barbaro Menart Senica, s katero ima hčer Marušo. Ločila sta se leta 1998. Njegova partnerka je odvetnica Katarina Kresal, ki je ena od direktorjev in solastnikov odvetniške pisarne Senica & partnerji, d.o.o..
Je ljubitelj golfa in dragih avtomobilov. Predsedoval je Porsche klubu Slovenije. Bil je v upravnem odboru zdaj že nekdanjega Slovensko-češkega društva, ki mu je predsedoval Oldrich Kettner, predsednik uprave Vipap Videm Krško.